# Нерон
Неро́н Кла́вдий Це́зарь А́вгуст Герма́ник (лат. Nero Claudius Caesar Augustus Germanicus; имя при рождении — Лу́ций Доми́ций Агеноба́рб, лат. Lucius Domitius Ahenobarbus; 15 декабря 37 — 9 июня 68) — римский император c 13 октября 54 года, последний из династии Юлиев-Клавдиев. Также принцепс сената, консулярный трибун (лат. Tribuniciae potestatis), отец отечества (лат. Pater patriae), великий понтифик (лат. Pontifex Maximus, с 55 года), пятикратный ординарный консул (в 55, 57, 58, 60 и 68 годах).
Полный титул к моменту смерти: «император Нерон Клавдий Цезарь Август Германик, великий понтифик, наделён властью трибуна 14 раз, властью императора 13 раз, пятикратный консул, отец отечества» (IMPERATOR · NERO · CLAVDIVS · CAESAR · AVGVSTVS · GERMANICVS · PONTIFEX · MAXIMVS · TRIBVNICIAE · POTESTATIS · XIV · IMPERATOR · XIII · CONSVL · V · PATER · PATRIAE).

## Происхождение
По рождению Луций Домиций Агенобарб (именно такое имя с ранних лет жизни носил будущий император) принадлежал к старинному плебейскому роду. Согласно Светонию, предки будущего императора отличались крутым нравом и в крайней степени проявляли свойственные римскому воспитанию добродетели и пороки.
Домиции разделялись на две ветви — Кальвины и Агенобарбы. Второе прозвище (от лат. — «рыжебородый») восходит к легенде о встрече Луция Домиция с двумя юношами-близнецами божественного вида (намёк на Диоскуров), приказавшими сообщить в Рим о некоей важной победе. В доказательство своей божественности они коснулись волос Домиция, и волосы из чёрных немедленно сделались рыжими — этот признак навсегда остался у его потомков.
Предки Нерона были удостоены семи консульств, триумфа, двух цензорств и, наконец, причислены к патрициям. О прапрапрадеде Нерона Гнее Домиции Агенобарбе сохранились слова Лициния Красса:

Нечего удивляться его медной бороде, если язык у него из железа, а сердце из свинца.

Прадед его пытался привлечь к суду Юлия Цезаря, обвиняя того в злоупотреблениях против обычаев и «божественных установлений». Дед Нерона, Луций Домиций Агенобарб, выдающийся военачальник времён Августа, удостоенный триумфа, консул 16 до н. э., в том же году получил патрицианский статус согласно закону Сенния. Его сын, Гней Домиций, консул 32 года, в 28 году по приказу Тиберия женился на правнучке Октавиана Августа, Юлии Агриппине.
Через девять лет у пары родился первенец — Луций Домиций. Отец его, по свидетельству Светония, «в ответ на поздравления друзей воскликнул, что от него и Агриппины ничто не может родиться, кроме ужаса и горя для человечества».

## Детство

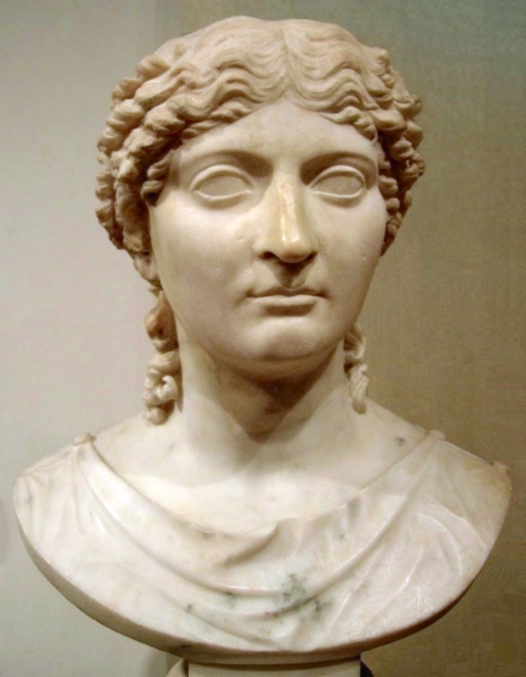
Агриппина Младшая, бюст в Национальном музее Варшавы

Луций Домиций родился немногим более чем через полгода после смерти Тиберия. Римским императором был объявлен Калигула, родной брат матери Луция, Юлии Агриппины, более известной как Агриппина Младшая. Большую часть времени Агриппина проводила при дворе Калигулы, поскольку император был очень близок со своими сёстрами, особенно со старшей, Юлией Друзиллой. Причина такого отношения Калигулы к сёстрам крылась в тех отношениях, которые между ними существовали. Почти все древние историки практически единогласно заявляют, что Калигула предавался разврату со своими сёстрами, а также не противился их беспорядочным связям с другими мужчинами. Пиры на Палатинском холме, участницами которых обязательно были сёстры, часто заканчивались развратными оргиями.
Замужество Агриппины не являлось препятствием к той жизни, которую она вела. В это время малолетний Нерон со своим отцом, который был, скорее всего, почти на 30 лет старше Агриппины, жил на вилле между Анцием (совр. Анцио, Италия) и Римом. В 38 году умерла любимая сестра Калигулы Юлия Друзилла.
В 39 году обеих сестёр и их любовника Лепида обвинили в заговоре с целью свержения императора и захвата власти в пользу Лепида. Также Калигула обвинил их всех в разврате и прелюбодеянии.
Участие Агриппины в этом заговоре ясно давало понять, что она рассматривает Луция Домиция как вполне легитимного в будущем императора. Она была одной из ключевых фигур заговора, и, в случае успеха, претендовала на место супруги нового принцепса. В таком случае Луций Домиций становился единственным наследником, поскольку своих детей у Лепида не было.
После короткого судебного процесса Марк Эмилий Лепид был приговорён к смерти и казнён. Сёстры были высланы на Понтинские острова, находящиеся в Тирренском море. Калигула присвоил и продал всё их имущество. Было запрещено оказывать им любую помощь. Чтобы прокормить себя, Агриппина и Юлия Ливилла вынуждены были нырять за губками на морское дно в окрестностях островов, а потом продавать собранное.
Гней Домиций Агенобарб вместе с сыном, несмотря на разоблачённый заговор, в котором участвовала его супруга, продолжал находиться в Риме или на своих загородных виллах. Однако в 40 году он умер от водянки в Пирги (совр. коммуна Санта-Маринелла посёлок Санта Севера, Италия). Всё его имущество отошло к Калигуле. Маленький Нерон был отдан на воспитание тётке, Домиции Лепиде Младшей.
Через год, 24 января 41 года, Калигула был убит восставшими преторианцами. К власти пришёл его дядя Клавдий, долгое время считавшийся умственно неполноценным. Новый император возвратил из ссылки своих племянниц — Агриппину и Юлию Ливиллу. Однако всё имущество Агриппины было конфисковано, муж скончался и возвращаться ей было некуда. Тогда Клавдий организует брак Агриппины с Гаем Саллюстием Пассиеном Криспом. Для этого брака Гаю Саллюстию пришлось развестись ещё с одной тёткой Нерона — Домицией Лепидой Старшей, на которой до этого он был женат.
Гай Саллюстий, властный и уважаемый в Риме человек, дважды становился консулом. Вместе с Агриппиной и Нероном они жили в Риме. И хотя поначалу Агриппина полностью самоустранилась от политики, Мессалина — жена Клавдия — уже тогда видела в ней серьёзную соперницу, а в Нероне — соперника её собственному сыну, Британнику. Мессалина подсылает в дом Пассиена Криспа наёмных убийц, которые должны были задушить мальчика во время сна. Однако, по легенде, убийцы ретировались в ужасе, увидев, что сон Нерона у его подушки охраняет змея. Мессалина и после делала попытки погубить Агриппину и Нерона, тогда как Клавдий её в этом не поддерживал.
В 47 году Гай Саллюстий умер. По Риму тут же пополз слух, что его отравила Агриппина, чтобы завладеть богатством мужа, так как после его смерти единственными наследниками огромного состояния оказываются Нерон и Агриппина. В то же время Агриппина была очень популярна в народе. После смерти Саллюстия вокруг неё сформировался круг из людей, недовольных Мессалиной. Одним из самых влиятельных среди них был вольноотпущенник Марк Антоний Паллант, казначей империи, ставший любовником Агриппины.
В 48 году Мессалина подготовила заговор и попыталась отстранить Клавдия от власти в пользу своего любовника, Гая Силия. Этот план переворота был подготовлен ею из-за боязни того, что Клавдий передаст власть не её сыну, Британнику, а Нерону. Однако попытка переворота была подавлена, а Мессалина и Силий — казнены.
После смерти Мессалины Паллант предложил кандидатуру Агриппины Клавдию в качестве новой супруги. Также её кандидатуру поддержал ещё один влиятельный вольноотпущенник, разоблачивший Мессалину и отдавший приказ о её аресте, — Тиберий Клавдий Нарцисс. После казни Мессалины он опасался мести Британника, стань тот императором. Если же женой Клавдия становилась Агриппина, то было ясно, что следующим императором, скорее всего, будет Нерон.
Клавдий вначале колебался, однако уговоры Палланта, направленные на укреплении династии, а также страсть, напор и красота Агриппины сделали своё дело. К тому моменту Агриппине только исполнилось тридцать три года. Плиний Старший пишет, что она была «красивой и уважаемой женщиной, однако безжалостной, амбициозной, деспотичной и властной». Также он говорит о том, что у неё были волчьи клыки, являющиеся знаком удачливости.
Император согласился со словами: «Соглашаюсь, поскольку это моя дочь, воспитанная мною, рождённая и взращённая на моих коленях…». 1 января 49 года Клавдий и Агриппина поженились.

## Наследник

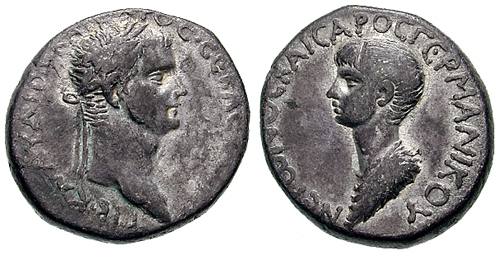
Монета с изображением Клавдия и его наследника — Нерона, около 50 г.

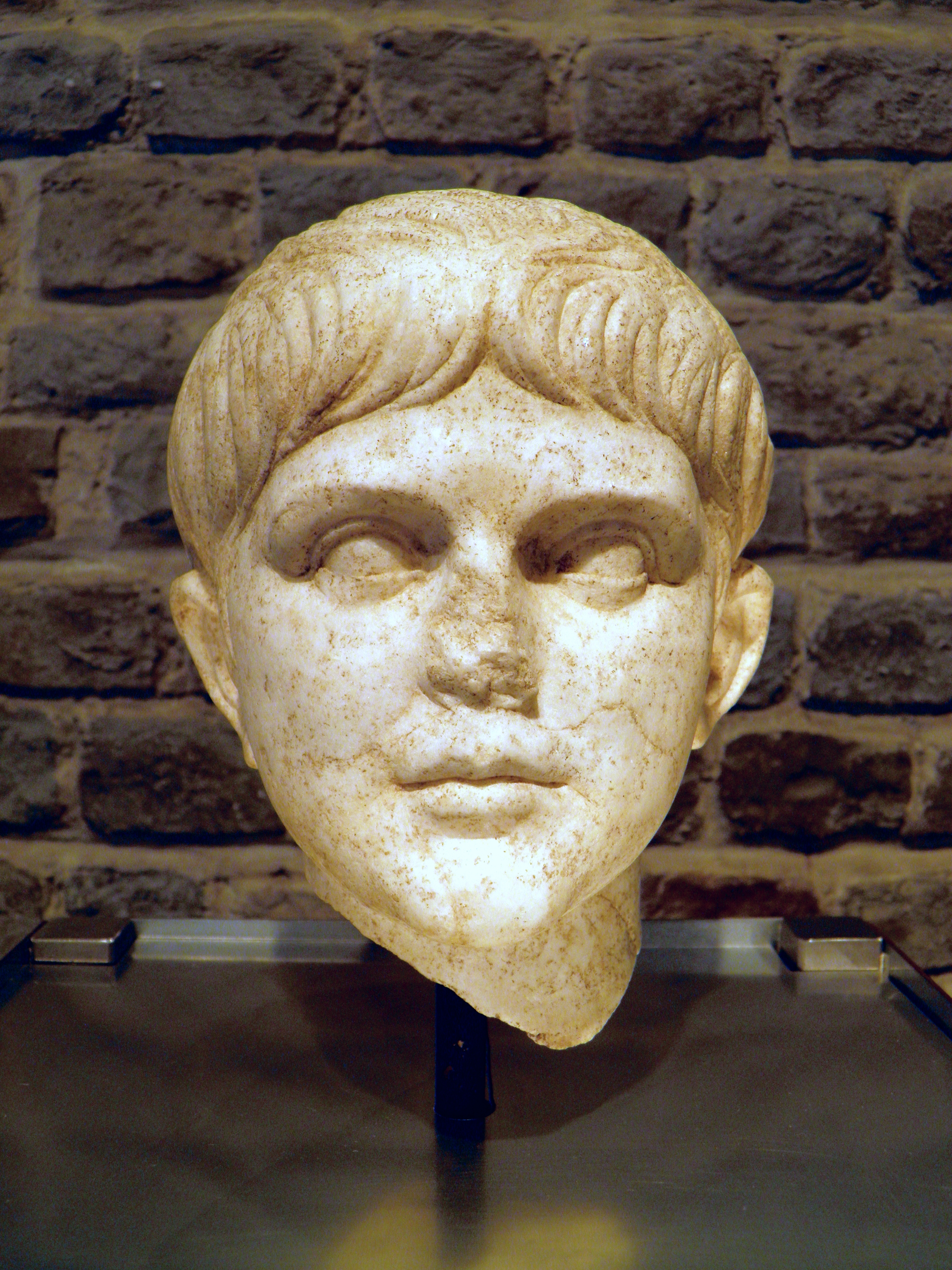
Нерон в детстве

Ещё не будучи женой императора, Агриппина расстроила помолвку дочери Клавдия, Клавдии Октавии, с Луцием Юнием Силаном Торкватом, своим дальним родственником. Вместе с цензором Луцием Вителлием они обвинили Силана в прелюбодеянии со своей сестрой, Юнией Кальвиной, на которой был женат один из сыновей Вителлия — Луций.
Силан был вынужден покончить жизнь самоубийством, Кальвина получила развод и была отправлена в изгнание. Таким образом Клавдия Октавия становилась свободной для Нерона. Позже, в 54 году, Агриппина приказала убить старшего брата Силана — Марка, чтобы оградить Нерона от мести Силанов.
В 50 году Агриппина уговорила Клавдия усыновить Нерона, что и было сделано. Луций Домиций Агенобарб стал именоваться Нерон Клавдий Цезарь Друз Германик. Клавдий официально признал в нём своего наследника, а также помолвил его со своей дочерью, Клавдией Октавией. Тогда же Агриппина возвратила из ссылки стоика Сенеку, чтобы тот стал учителем молодого наследника. Среди философов-наставников реже упоминается Александр из Эг.
В то время основная деятельность Агриппины была направлена на укрепление позиций своего сына как наследника. Она добивалась этого в основном расстановкой верных ей людей на государственные посты. При её полном влиянии на императора это было несложно. Так, на ключевой пост префекта преторианской гвардии был назначен Секст Афраний Бурр — галл, бывший ещё не так давно одним из воспитателей Нерона.
Агриппина лишает всех прав на власть Британника, удаляет его от двора. В 51 году она велит казнить наставника Британника, Сосебия, возмущённого её поведением, усыновлением Нерона и изоляцией Британника. 9 июня 53 года Нерон женится на Клавдии. Однако император начинает разочаровываться в браке с Агриппиной. Он вновь приближает к себе Британника и начинает готовить его к власти, всё прохладнее относясь к Нерону и Агриппине. Видя это, Агриппина понимает, что единственный шанс Нерона получить власть — сделать это как можно быстрее. 13 октября 54 года Клавдий внезапно умирает, съев поднесённую Агриппиной тарелку грибов. Впрочем, некоторые античные историки считали, что Клавдий умер естественной смертью.

## Первые годы правления

### Нерон и Агриппина

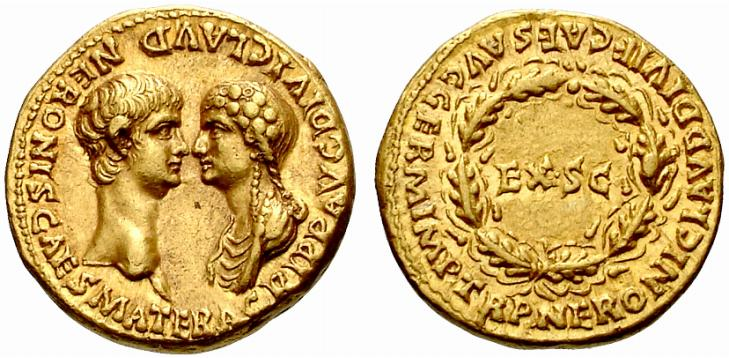
Золотой ауреус с изображением Нерона и Агриппины, 54 год

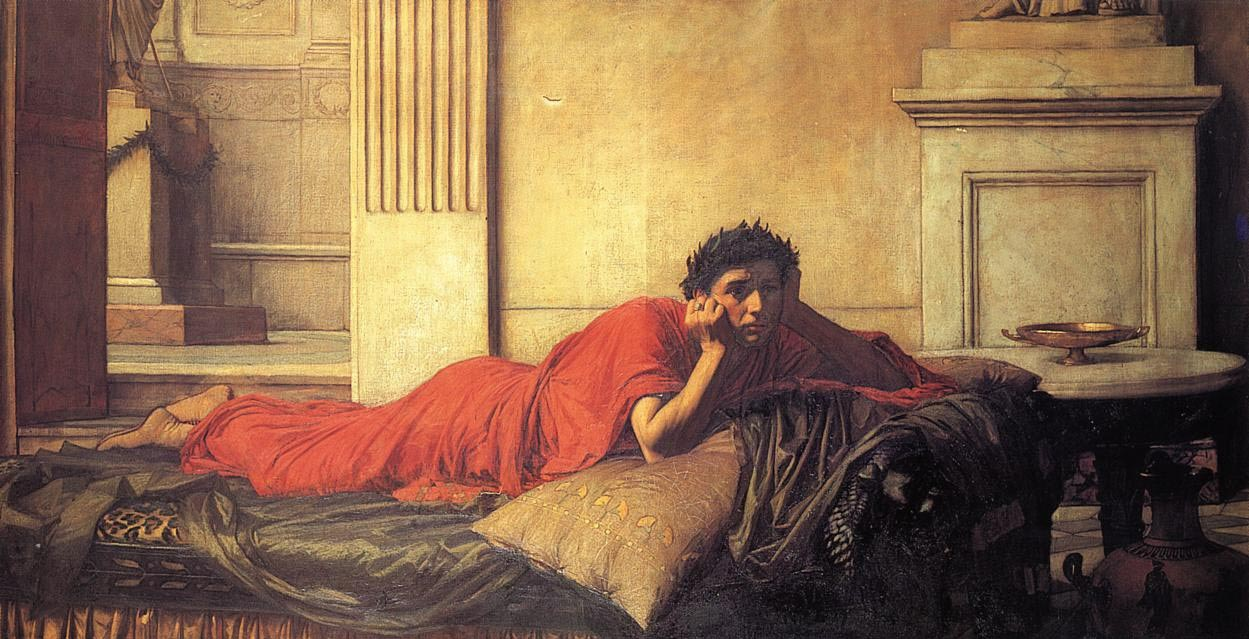
«Нерон мучится от угрызений совести после убийства матери» (репродукция картины Уотерхауса, 1878)

В день смерти Клавдия преторианцы признали Нерона императором. Под именем Нерон Клавдий Цезарь Август Германик 16-летний новоявленный император получил от своей матери практически неограниченную власть над Империей.
В первые годы своего правления, ещё будучи совсем молодым, император полностью находился под влиянием Агриппины, Сенеки и Бурра. Доходило до того, что Агриппина выражала желание сидеть рядом с императором на официальных церемониях (например, приём послов), и только вмешательство Сенеки спасало ситуацию.
В 55 году молодой Нерон впервые выступил против воли Агриппины. Сенека и Бурр были недовольны полным влиянием Агриппины на императора, и между бывшими союзниками произошёл раскол; в то же время Нерон сблизился с вольноотпущенницей Клавдией Актой. Скорее всего, привезённая Клавдием из его походов в Малую Азию, она довольно хорошо знала дворцовые порядки. Увидев, что Нерон заинтересован ею, Бурр и Сенека всячески поддерживали эту связь, рассчитывая через Акту влиять на Нерона.
Агриппина была против возлюбленной сына и прилюдно отчитывала Нерона за то, что он связался с бывшей рабыней. Однако, Нерон уже вышел из-под её повиновения. Тогда Агриппина начала плести интриги, собираясь объявить Британника законным императором. Но её план не удался: в феврале 55 года Британник был отравлен по приказу Нерона.
После этого Нерон, слушая своих наставников, обвинил Агриппину в клевете на него и Октавию, и изгнал её из дворца, лишив всех почестей, а также телохранителей. Когда Агриппина пыталась остановить его, он пригрозил, что в случае её неповиновения отречётся от власти и сам уедет на Родос. Следом за Агриппиной своё место при дворе потерял и Паллант.
Падение Палланта явилось, казалось бы, полной победой «партии» Сенеки и Бурра, и поражением Агриппины. Тем не менее, и Бурр, и Сенека были обвинены вместе с Паллантом. Против Бурра и Палланта были выдвинуты обвинения в государственной измене и заговоре с целью передачи власти Фавсту Корнелию Сулле Феликсу, а Сенеку обвинили в растрате. Красноречие Сенеки помогло ему отвести все обвинения от себя и Бурра, и они были не только оправданы, но и сохранили своё положение. Однако, им обоим был дан чёткий сигнал, что отныне Нерон не потерпит давления на себя. Так он стал полноправным правителем государства.

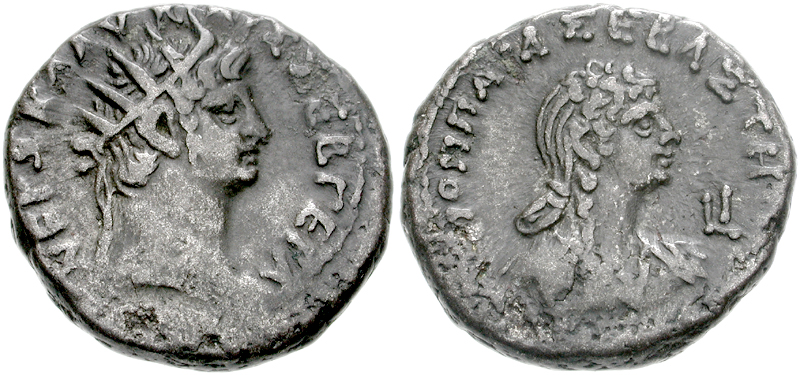
Нерон и Поппея Сабина, египетская тетрадрахма

В 58 году Нерон сближается с Поппеей Сабиной, благородной, умной и красивой представительницей римского нобилитета. В то время она была замужем за Отоном, приятелем Нерона и будущим императором. Агриппина видела в ней опасную и расчётливую соперницу в борьбе за власть. Она всеми силами пыталась вернуть Нерона к Клавдии Октавии, или хотя бы Акте. Но Нерон добился развода Поппеи с Отоном и отослал последнего из Рима в должности наместника Лузитании. Когда в 62 году Поппея забеременела, Нерон развёлся с Октавией, обвинив её в бесплодии, и спустя двенадцать дней женился на Поппее.
В конце 58 года поползли слухи, что Агриппина пытается отстранить сына от власти и передать её Гаю Рубеллию Плавту, сыну Юлии Ливии, дочери Ливиллы. По женской линии Рубеллий Плавт был прямым наследником Тиберия. Прознав об этом, Нерон решает убить Агриппину.
Он трижды пытался отравить мать, но оставил эти попытки, узнав, что она принимает териак; подсылал вольноотпущенника заколоть её и даже пытался обрушить потолок и стены её комнаты, пока она спала. Однако Агриппина счастливо избегала смерти.
В марте 59 года в Байях Нерон предложил ей совершить поездку на корабле, который должен был разрушиться в пути. Однако Агриппине едва ли не единственной (в отличие от сопровождавших её Ацерронии и Креперея) удалось спастись и вплавь достигнуть берега — сказалось её прошлое ныряльщицы за губками. В гневе Нерон уже открыто приказал убить её.
Агриппина, увидев солдат, поняла свою участь и попросила заколоть её в живот, туда, где находится чрево, тем самым давая понять, что раскаивается в том, что родила на свет такого сына. Нерон сжёг её тело той же ночью. Сенату он направил сочинённое Сенекой послание, в котором говорилось, что Агриппина неудачно пыталась убить Нерона и покончила с собой; Сенат поздравил Нерона с избавлением и приказал совершать молебствия. Позже император разрешил рабам похоронить её прах в скромной гробнице в Мизенах (пригороде Неаполя).
Потом Нерон не раз признавался, что образ матери преследует его ночами. Чтобы избавиться от её призрака, он даже нанял персидских магов. Ходили легенды, что задолго до того, как Нерон стал императором, Агриппине нагадали халдеи, что её сын станет императором, но при этом станет причиной её смерти. Её ответ был таков: «Пусть умерщвляет, лишь бы властвовал».

### Внутренняя политика

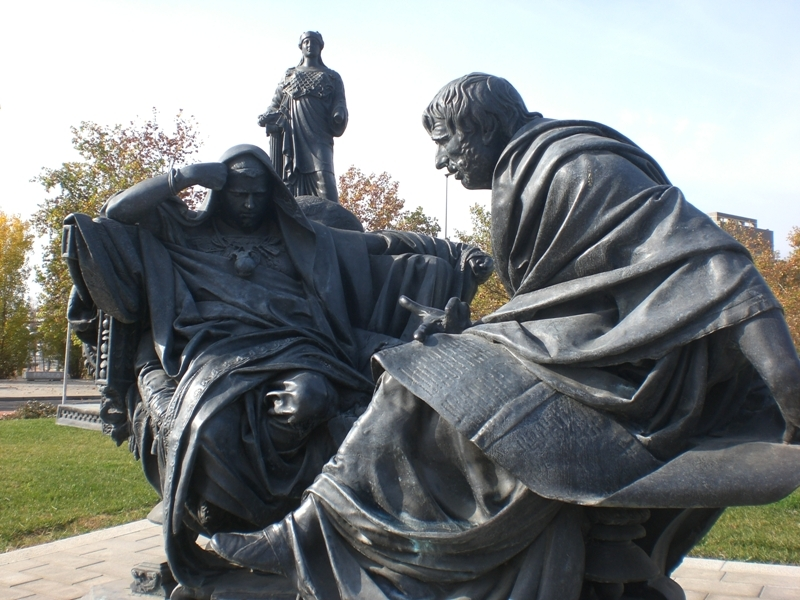
Нерон и Сенека, памятник в Кордове, Испания. Скульптор — Эдуардо Баррон

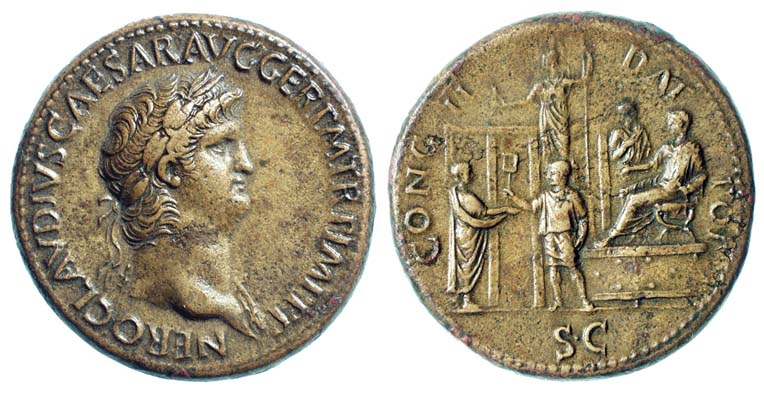
Нерон раздаёт блага гражданам, монета 64-68 г.

До сближения с Актой Нерон не проявлял себя на государственном поприще, полностью переложив функции управления государством на Сенат. Сам же он в период конца 54 — начала 55 года занимался посещением борделей и таверн. Однако после смерти Британника и фактического выхода из-под опеки матери его отношение к административным обязанностям изменилось.
С 55 по 60 год Нерон четырежды становился консулом. По мнению большинства римских историков в эти годы император показал себя прекрасным администратором и расчётливым правителем, в отличие от второй половины его правления. Практически все его действия в этот период были направлены на облегчение жизни простых граждан и укрепление своей власти за счёт популярности среди народа.
В это время Сенат по настоянию Нерона принял ряд законов, ограничивающих суммы залогов и штрафов, гонорары юристов. Также Нерон встал на сторону вольноотпущенников, когда в Сенате шли слушания закона о том, чтобы разрешить патронам вновь отбирать свободу у своих клиентов-вольноотпущенников. Более того, Нерон зашёл дальше и наложил вето на закон, распространяющий вину одного раба на всех рабов, принадлежащих одному хозяину.
В тот же период он пытался ограничить коррупцию, размах которой весьма негативно сказывался на простых жителях государства. После многочисленных жалоб на плохое отношение сборщиков налогов к низшим классам функции сборщиков налогов были переложены на выходцев из этих классов. Нерон запретил публичные приёмы любым магистратам и прокураторам, обосновывая это тем, что такие проявления благосостояния озлобляют народ. Было проведено большое количество арестов должностных лиц по обвинениям в коррупции и вымогательствах.
Для дальнейшего повышения уровня жизни обывателей Нерон намеревался отменить все непрямые налоги. Однако Сенату удалось убедить императора, что такие действия приведут к банкротству государства. В качестве компромисса налоги были уменьшены с 4,5 % до 2,5 %, а обо всех косвенных и скрытых налогах было объявлено гражданам. Также были отменены таможенные пошлины для купцов, ввозивших продовольствие морем.
Эти действия принесли Нерону большую популярность среди народа. Для дальнейшей популяризации своей фигуры Нерон построил народные гимнасии и несколько театров, в которых играли греческие труппы. В Риме стали часто проводиться невиданные ранее по размаху гладиаторские бои. В 60 году впервые был проведён грандиозный фестиваль «Квинквиналия Нерония» (лат. Quinquennialia Neronia), посвящённый пятилетию правления Нерона. Фестиваль длился несколько дней и состоял из трёх частей — музыкально-поэтической, когда соревновались чтецы, декламаторы, поэты и певцы; спортивной, которая была аналогом греческих олимпиад; и конной — соревнований всадников. Вторая «Квинквиналия Нерония» прошла через 5 лет — в 65 году, и была посвящена десятилетию правления императора.
Фестиваль планировалось проводить каждые пять лет — в переводе с латинского Quinquennial — «Каждый пятый».

## Внешняя политика и подавление мятежей
Во внешней политике Нерон ограничился укреплением ранее завоёванных во времена Калигулы и Клавдия границ. Единственная война, которая произошла за время правления Нерона, — война между Римом и Парфией в 58—63 годах. Она разгорелась из-за Армении — буферного государства между двумя империями.

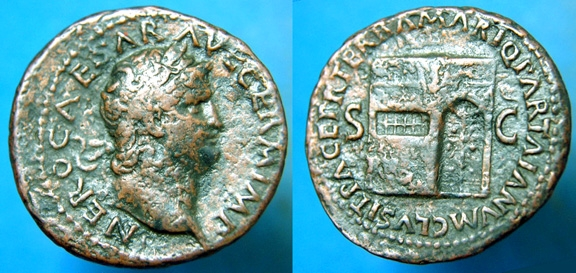
Монета 66 года, на которой двери Храма Януса закрыты, что символизировало мир

Статус Армении как страны, находящейся под римским протекторатом, был утверждён ещё при Тиберии, в 20-е годы I столетия. Однако в 37 году, после смерти Тиберия, парфяне привели к власти своего ставленника, Орода. Он пребывал на троне до 51 года. После его смерти римляне возвели на трон Радамиста, оказавшегося тираном и считавшегося в Армении узурпатором.
В 53 году в результате подогреваемого парфянами восстания Радамист был свергнут и вынужден бежать. Армянский трон занял младший брат парфянского царя Вологеза I — Тиридат. С помощью римских денег и необычайно холодной зимы 53—54 годов Радамисту удалось заставить парфян уйти, а недовольных замолчать и вернуть себе трон. Пока парфяне решали, что делать дальше, в Риме умер Клавдий. Не видя в 16-летнем Нероне серьёзного противника, Вологез решился на открытые военные действия и в начале 55 года вновь, уже в открытую, вернул армянский трон Тиридату.
Реакция Рима была адекватной: проконсулом Азии, Галатии и Каппадокии был назначен отличившийся ещё при Клавдии в Германии военачальник Гней Домиций Корбулон. Под его командованием находились два легиона — III «Галльский» и VI «Железный». Ещё два легиона, X «Охраняющий пролив» и XII «Молниеносный», были в распоряжении Гая Уммидия Дурмия Квадрата, проконсула Сирии.
В течение почти трёх лет Корбулон вёл переговоры с представителями Вологеза, подготавливая свои войска. Но в начале 58 года римляне были внезапно атакованы парфянами. При помощи местных проримски настроенных племён римлянам удалось отбить нападение и перейти к боевым действиям.
В течение 58—60 годов Корбулон и Квадрат захватили столицу Армении, Артаксату, и в следующем году перешли пустыню в северной Месопотамии и форсировали Тигр. После взятия Тигранакерта на армянский трон был наконец посажен проримски настроенный правитель — праправнук Ирода Великого Тигран VI.
В 60 году, после смерти Квадрата, Корбулон стал прокуратором Каппадокии. Весной 62 года парфяне стали пытаться отбить Тигранакерт, и Корбулону из-за отсутствия подкрепления пришлось заключить с Вологезом перемирие. Летом 62 года прибыл, наконец, новый командир на замену Квадрату — Луций Цезенний Пет. Форсировав Евфрат, Корбулон смог вторгнуться в Месопотамию, когда получил известие о том, что Пет попал в ловушку и окружён в Рандее под Арсамосатой. Однако прибыв в Мелитену, Корбулон опоздал. Зимой были начаты переговоры, закончившиеся безрезультатно.
Весной 63 года Корбулон во главе четырёх легионов вновь вошёл в Армению. Однако из-за патовой ситуации (Вологез и Тиридат поняли, что войну уже не выиграть, а Корбулон не хотел воевать в пустыне) вновь было заключено соглашение (в Рандее) на условии, что Тиридат становится армянским царём, но как вассал Рима, и должен направиться в Рим, чтобы получить царскую тиару из рук Нерона.
Эта война сделала Нерона очень популярным в восточных провинциях. А условия мира с парфянами соблюдались более 50 лет — пока Траян в 114 году не вторгся в Армению.
Вторым достаточно серьёзным военным конфликтом, произошедшим во времена Нерона, стало восстание королевы иценов Боудикки в недавно присоединённых к Римской империи землях Британии. Восстание было подавлено Гаем Светонием Паулином, бывшим в 58—62 годах наместником Британии в ранге пропретора.
Восстание началось в 61 году. Мятежники взяли Камулодун. Город был осаждён Квинтом Петиллием Цериалом, однако IX легион был разбит и Цериалу пришлось бежать. Мятежники выступили к Лондинию. Туда же, прервав кампанию против друидов в Моне, направился и Светоний Паулин, но рассудил, что сил для обороны города ему не хватит. Город был оставлен и разграблен мятежниками. Следующей жертвой, павшей под гневом бриттов, был Веруламий. Общее количество жертв перевалило за 80 000 человек.

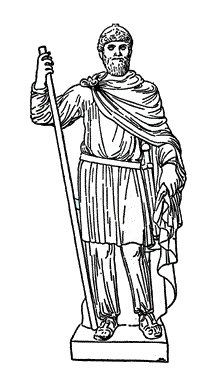
Мраморная статуя царя Великой Армении Трдата I, созданная в Риме в честь его визита (Музей Лувра)

Светоний Паулин сгруппировал силы XIV легиона с подразделениями XX легиона, а также добровольцами, недовольными действиями восставших. Всего Паулину удалось собрать 10 000 человек, в то время как войска Боудикки насчитывали около 230 000.
Паулин дал сражение на месте современной Уотлинг-стрит в Западном Мидленде. Римская тактика (сражение происходило на узкой дороге, с двух сторон был лес — и, таким образом, римляне могли узким фронтом сдерживать многократно превосходящие силы противника, пока лучники из леса наносили невосполнимые потери) и дисциплина взяли верх над численным превосходством бриттов. Путь к отступлению бритты отрезали сами себе, расположив позади своей армии обоз с членами своих семей. Тацит пишет, что римляне убили более 80 000 бриттов, в свою очередь потеряв не более 400 человек. Боудикка, увидев исход битвы, отравилась.
Нерон и его советники грамотно подбирали людей на ключевые посты в государстве, преследуя цели укрепления страны. Наместниками в различных пограничных провинциях были неординарные личности, оказавшие в дальнейшем весьма значительное влияние на римскую историю. Так, кроме Корбулона, Квадрата и Паулина, во времена Нерона на первые роли выдвинулись Сервий Сульпиций Гальба, Гай Юлий Виндекс, Луций Вергиний Руф, Марк Сальвий Отон, Тит Флавий Веспасиан (первый, четвёртый и пятый — будущие императоры).
Именно Веспасиан в 67 году был отправлен Нероном на подавление иудейского восстания, вспыхнувшего годом ранее в Иудее. Восстание было подавлено уже после смерти Нерона, в 70 году. Это назначение можно считать ключевым в судьбе империи — после самоубийства Нерона иудейские легионы объявили Веспасиана «императором» и оттуда он отправился в поход на Рим, увенчавшийся успехом.

## Вторая половина правления

### Деспотия

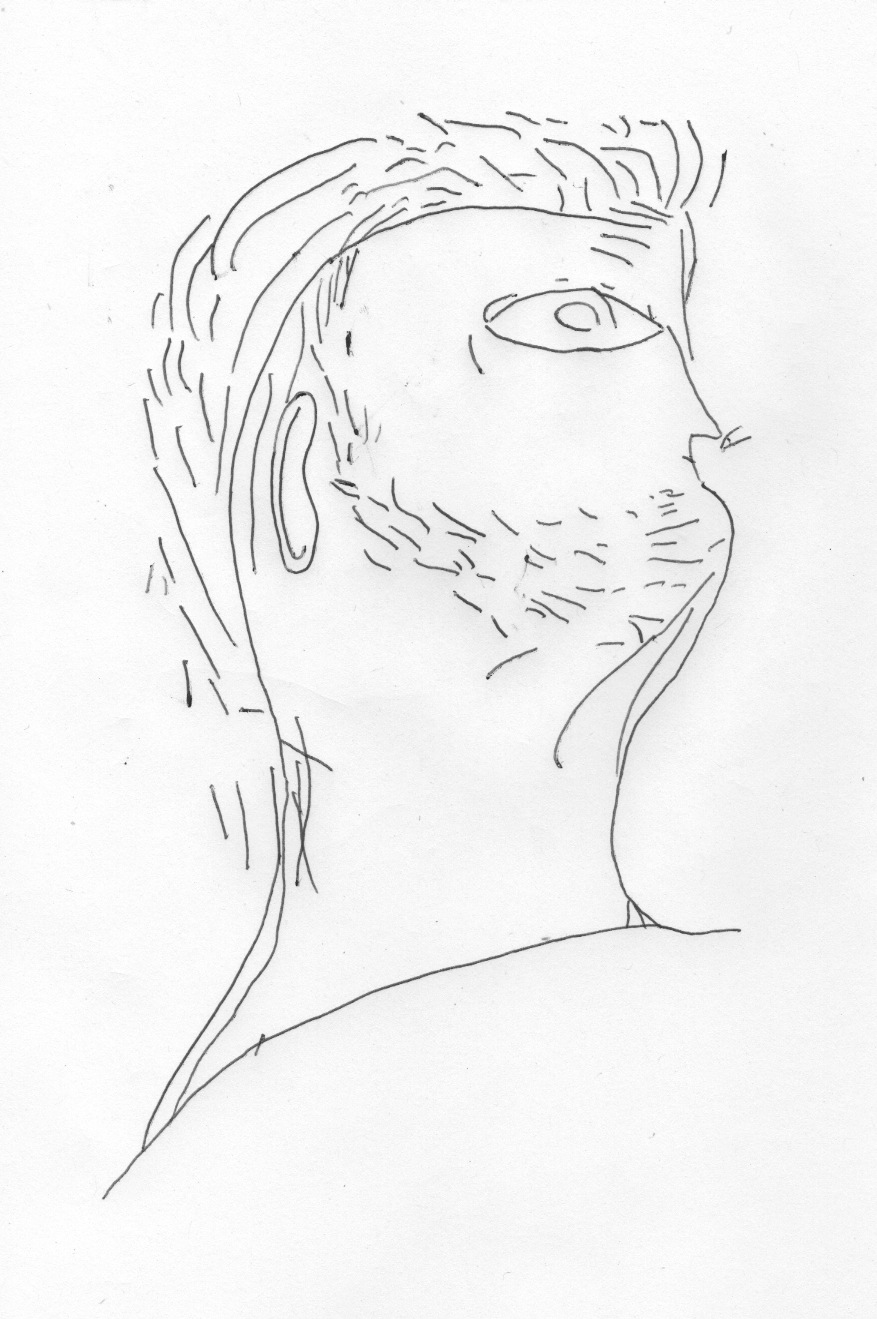
Изображение Нерона (карикатура) на стене дворца Тиберия в Риме, I век

Поведение Нерона резко изменилось в начале 60-х годов. В 62 году умер многолетний наставник Нерона, Бурр. Император фактически отстранился от управления государством, начался период деспотии и произвола. Повторное обвинение в растрате было предъявлено Сенеке, и на этот раз он добровольно отстранился от государственных дел. Была казнена бывшая жена Нерона, Октавия. Начались процессы по оскорблению императорского величия, в результате приняли смерть множество римлян. В том числе были казнены и старые политические противники Нерона: Паллант, Рубеллий Плавт, Феликс Сулла. Вообще, согласно Светонию Транквиллу, «он казнил уже без меры и разбора кого угодно и за что угодно».
В то же время в Риме начались гонения на последователей новой религии — христианства. В основном адептами христианства в то время были рабы и вольноотпущенники, а также представители низших слоёв общества, на защиту которых Нерон встал в первые годы своего правления. Хотя религия и не была запрещена официально, поклонение новому богу практически лишало всякой защиты со стороны государства.
Вместе с тем Нерон начал постепенно отходить от управления страной. Всё больше и больше его интересы сосредоточивались на искусстве.

### Творчество Нерона
Нерон любил петь, сочинял пьесы и стихи, наслаждался участием в соревнованиях поэтов, а также спортивных состязаниях на колесницах. Однако Тацит отмечает, что похвальное слово, произнесённое Нероном на похоронах Клавдия, было сочинено Сенекой. Светоний говорит, что в рукописях его поэм было немало поправок, помарок и вставок. Долгое время император работал над эпической поэмой о гибели Трои.
Сохранилось несколько фрагментов нероновских произведений, а также краткие упоминания, строку «шейка блестит Киферейской голубки при каждом движеньи» хвалил Сенека. В своей I сатире (92-95, 99-102) Персий цитировал собственные стихи, которые его схолиасты приписывали Нерону, но это спорное утверждение.
Поначалу император музицировал на пирах. Однако, при помощи придворных подхалимов уверовав в свой талант, в 64 году Нерон впервые выступил в Неаполе публично. С тех пор он участвовал практически во всех поэтических и музыкальных конкурсах, где неизменно «одерживал победы». В 65 году император выступал перед всем Римом во втором фестивале «Квинквиналия Нерония».

### Великий пожар Рима

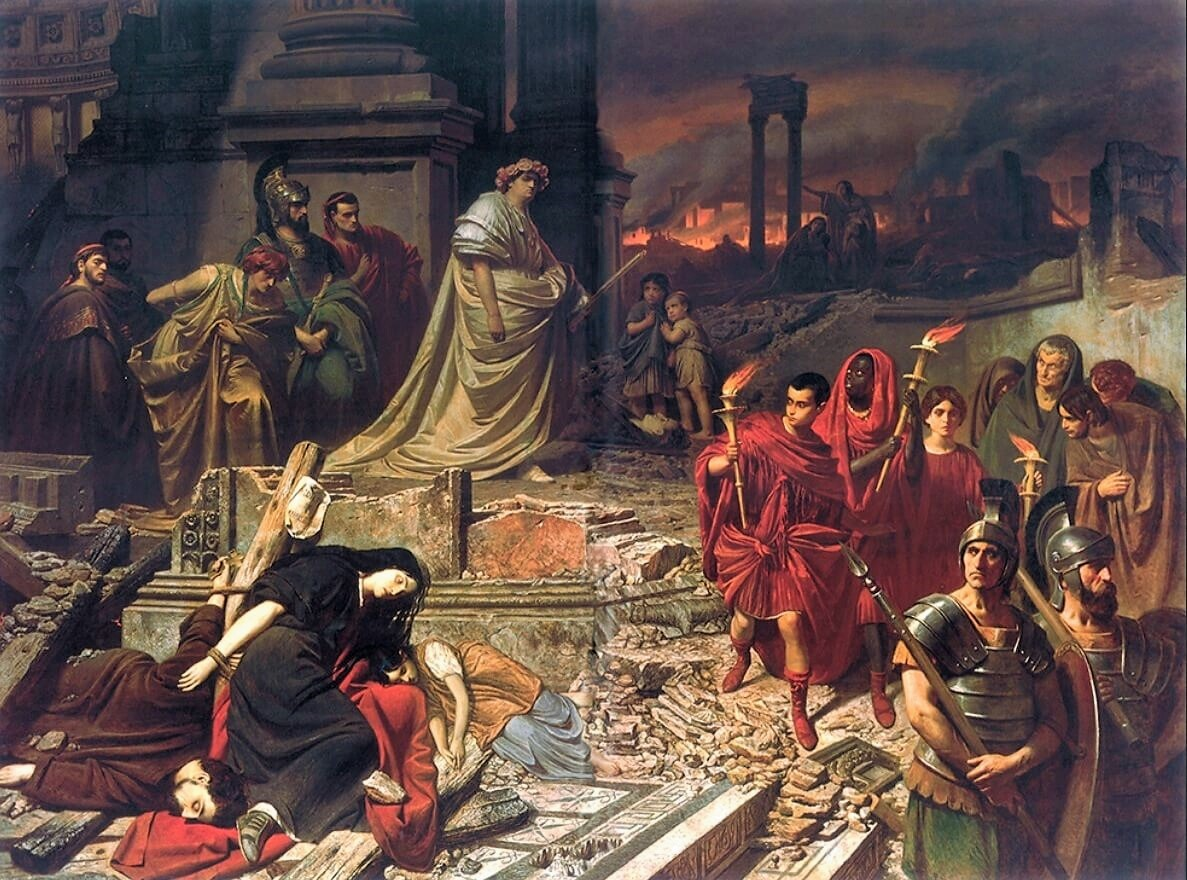
Нерон, любующийся горящим Римом. Худ. Карл Теодор фон Пилоти, 1861 г.

В ночь на 19 июля 64 года произошёл один из самых крупных пожаров в истории Рима. Огонь распространялся из лавок, расположенных с юго-восточной стороны Большого цирка. К утру пламенем была охвачена бо́льшая часть города. Нерон за несколько дней до начала пожара уехал из Рима в Анций.
Светоний говорит о том, что инициатором пожара был сам Нерон, и что во дворах видели поджигателей с факелами. Согласно легендам, когда императору донесли о пожаре, он выехал в сторону Рима и наблюдал за огнём с безопасного расстояния. При этом Нерон был одет в театральный костюм, играл на лире и декламировал поэму о гибели Трои.
Однако современные историки более склонны полагаться на описание событий, данное Тацитом, пережившим пожар, будучи ребёнком. По его словам, Нерон, получив известие о пожаре, немедленно отправился в Рим и за свой счёт организовал специальные команды для спасения города и его жителей. Позже он разработал новый план городского строительства. В нём были установлены минимальное расстояние между домами, минимальная ширина новых улиц, требование строить в городе только каменные здания. Кроме того, все новые дома должны были возводиться таким образом, чтобы главный выход был обращён на улицу, а не во дворы и сады.
Пожар бушевал пять дней. После его окончания оказалось, что из четырнадцати районов города уцелели лишь четыре. Три были разрушены до основания, в прочих семи сохранились лишь ничтожные остатки обвалившихся и полусожённых строений (согласно описаниям в Анналах Тацита, книга XV, главы 38 — 44). Нерон открыл для оставшихся без крова людей свои дворцы, а также предпринял всё необходимое, чтобы обеспечить снабжение города продовольствием и избежать голодных смертей среди выживших.
Для того чтобы восстановить Рим, требовались огромные средства. Провинции империи были обложены единовременной данью, что позволило в сравнительно короткие сроки отстроить столицу заново. В память о пожаре Нерон заложил новый дворец — «Золотой дворец Нерона». Дворец не был достроен, однако даже то, что удалось возвести, впечатляло своими размерами: комплекс зданий, по разным данным, располагался на площади от 40 до 120 гектаров, а центром всего сооружения была 35-метровая статуя Нерона, получившая название «Колосс Нерона». Этот дворцовый комплекс до сих пор является самой большой из всех монарших резиденций, построенных на территории Европы, а в мире уступает лишь «Запретному городу» — резиденции китайских императоров.
Скорее всего, Нерон не имел к пожару никакого отношения, но необходимо было найти виноватых — ими стали христиане. Через несколько дней после пожара христиан обвинили в поджоге города и произошли их массовые казни, организованные зрелищно и разнообразно.

### Заговор Пизона

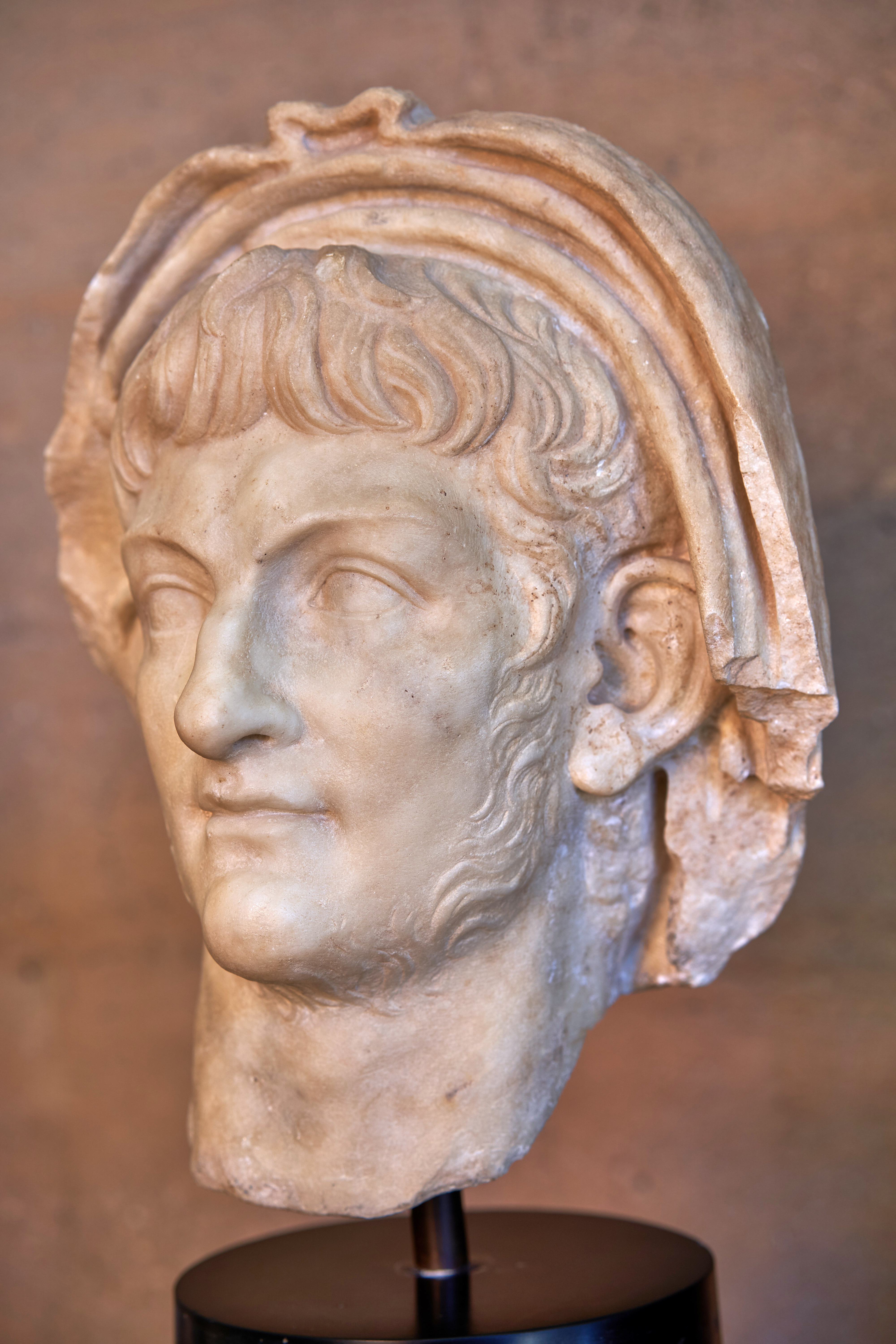
Портрет Нерона из музея в Коринфе, около 60 г.

В то же время началось противостояние Нерона и Сената. Сенаторы помнили, что в 54 году, получив власть, Нерон обещал им почти такие же привилегии, какие были у них во времена республики. Однако постепенно император сосредотачивал все больше и больше власти в своих руках. К 65 году оказалось, что Сенат вообще не имеет никакой реальной власти.
Это противостояние вылилось в заговор, ключевой фигурой которого являлся Гай Кальпурний Пизон — знаменитый государственный деятель, оратор, меценат. Он смог увлечь своими идеями несколько высокопоставленных сенаторов, советников и друзей Нерона — Сенеку, Петрония, поэта Марка Аннея Лукана, всадников, а также одного из префектов преторианской гвардии, Фенния Руфа, управлявшего преторианцами вместе с преданным Нерону Софонием Тигеллином. Также в заговор были вовлечены ещё двое высокопоставленных преторианцев — трибун преторианской когорты Субрий Флав и центурион Сульпиций Аспер.
Мотивы у всех заговорщиков были различные — от простой смены монарха до реставрации республики. Основными вдохновителями были Аспер и Пизон. Флав и Руф должны были обеспечить поддержку преторианцев. Входящие в состав заговорщиков сенаторы — поддержку Сената. Вопрос о том, что делать после свержения Нерона, оставался открытым.
Всё было уже практически подготовлено, когда о происходящем стало известно Нерону. Первая, из-за кого властям стало известно о готовящемся покушении, была вольноотпущеница Эпихарида. Она была любовницей Юния Аннея Галлиона, старшего брата Сенеки. Полная решимости принести пользу заговорщикам, а также недовольная той нерешительностью, с которой они действовали, она решила привлечь на свою сторону наварха Волузия Прокула, хилиарха (от греч. χιλίαρχος — «тысячник») Мизенского флота. Она сошлась с Прокулом и выяснила, что он был недоволен холодным отношением Нерона. Эпихарида открыла Прокулу замысел заговорщиков, не называя, однако, имён.
Вместо того чтобы присоединиться к заговору, Прокул донёс на Эпихариду Нерону. Однако Эпихарида даже перед лицом императора не выдала заговорщиков, а Прокула обвинила в клевете. Тогда заговорщики, встревоженные происходящим, определили дату покушения на Нерона — оно должно было произойти в Риме, в день игр, посвящённых Церере. Тогда же было решено, что Пизон станет новым принцепсом, если его признают преторианцы, и в этом случае он должен будет жениться на дочери Клавдия — Клавдии Антонии, чтобы обеспечить преемственность власти.
Накануне установленного дня о заговоре стало известно вольноотпущеннику одного из заговорщиков, Флавия Сцевина, Милиху. Рано утром Милих донёс Нерону на своего патрона. В течение нескольких дней все участники заговора были схвачены. Пизон покончил с собой.
В результате расследования было арестовано более 40 человек, из них 19 принадлежали к сенаторскому сословию. Не менее 20 человек было казнено или принуждено к самоубийству, в том числе Сенека, Петроний, Фенний Руф.

### Последние годы

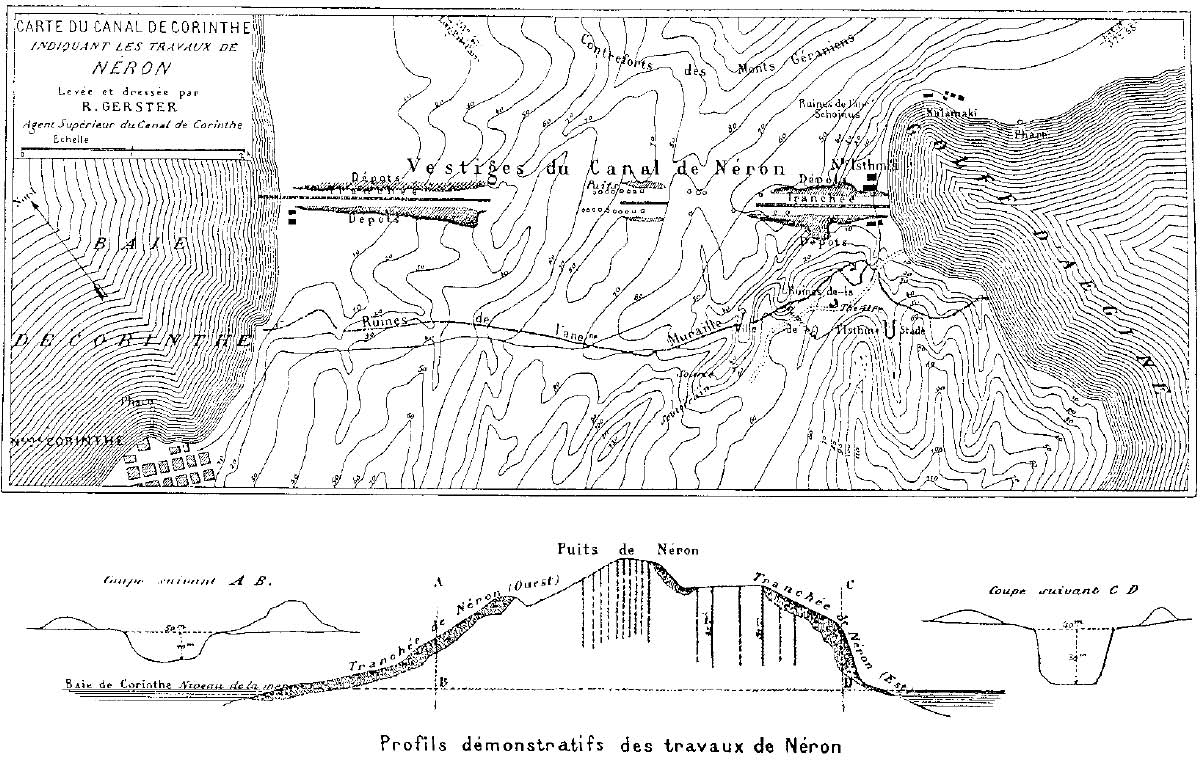
Остатки недостроенного канала Нерона через Коринфский перешеек (карта 1881 года)

После раскрытия заговора Пизона Нерон стал подозрителен, ещё больше отстранился от управления государством, возложив эти обязанности на своих временщиков. Сам Нерон сосредоточился на поэзии и спорте, принимая участие в различных соответствующих конкурсах и соревнованиях. Так, он участвовал в Олимпийских играх 67 года, управляя десятью лошадьми, впряжёнными в колесницу.
Ещё в начале 60-х на Палатине возобновились забытые было со времён Калигулы оргии, которые к 67—68 году достигли невиданного размаха и длились по нескольку дней.
В 64 году, перед пожаром Рима, в Италии разразилась чума, унёсшая огромное количество жизней. В 65 году Нерон проводил Квинквиналию. В 67 году приказал рыть канал через Коринфский перешеек, постройку которого планировали ещё при Тиберии, причём Нерон участвовал в начале строительства лично, первым откинув ком земли лопатой.
Восстановление Рима после пожара, Квинквиналия, преодоление последствий чумы, строительство «Золотого дома» и канала подорвало экономику государства. Провинции были истощены, и это привело к восстанию.

## Конец правления

### Восстание в Галлии

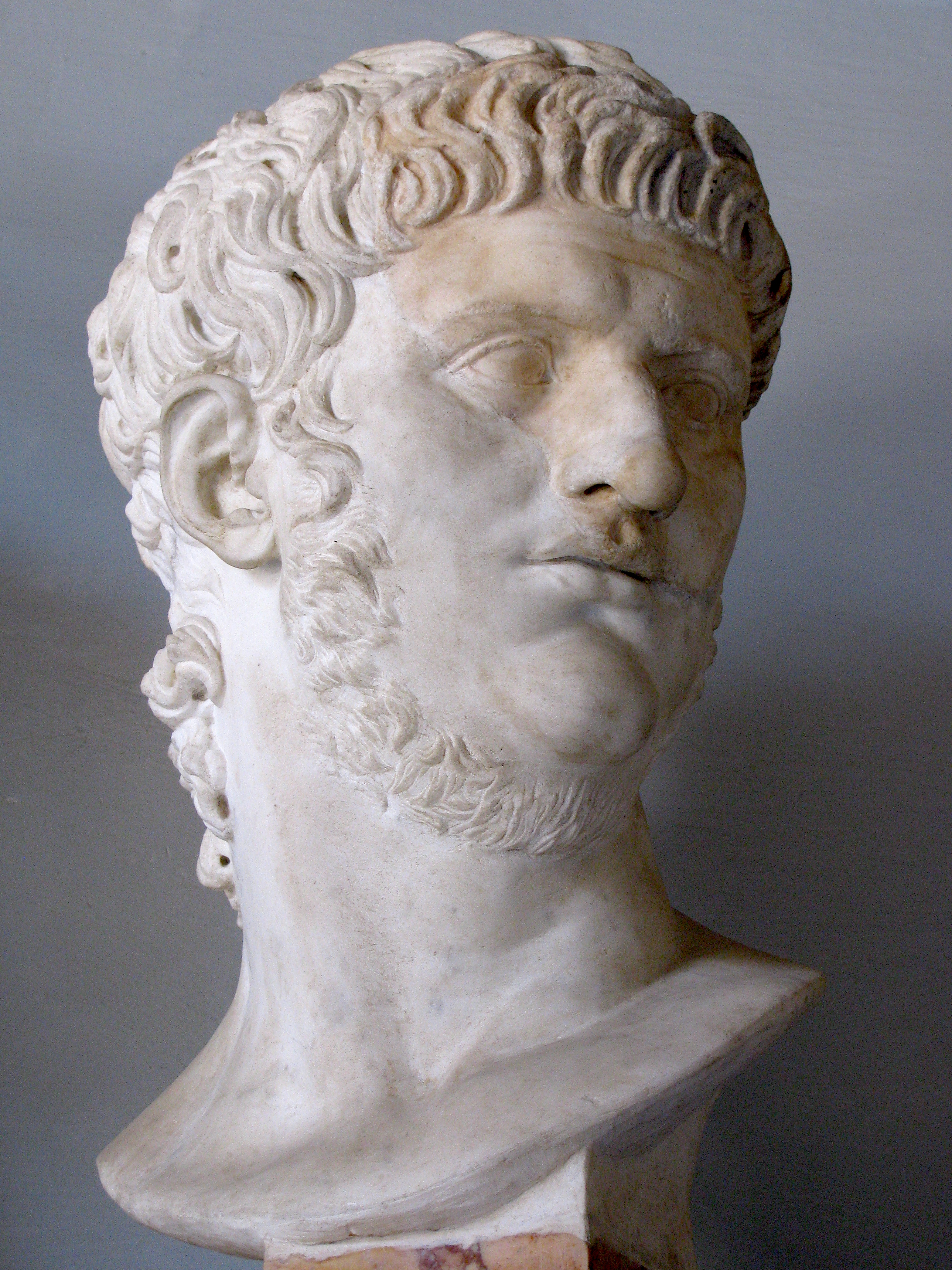
В последние годы жизни Нерон носил длинные волосы и бороду, отождествляя себя с кифаредом Аполлоном

В марте 68 года наместник Лугдунской Галлии Гай Юлий Виндекс, недовольный экономической политикой Нерона и налогами, накладываемыми на провинции, поднял свои легионы против императора. Подавить восстание было поручено наместнику Верхней Германии Луцию Вергинию Руфу. Виндекс понимал, что он самостоятельно не справится с войсками Руфа, поэтому призвал на помощь популярного в войсках наместника Тарраконской Испании Сервия Сульпиция Гальбу и предложил ему объявить себя императором. На таких условиях Гальба поддержал восстание. Легионы, находящиеся в Испании и Галлии, провозгласили его императором, и он двинулся на соединение с Виндексом, но опоздал.
Вергиний Руф не торопился выступать против Виндекса, заняв выжидательную позицию. Но в мае 68 года его войска, расположившися лагерем при Везонцио (совр. Безансон, Франция), самовольно напали на легионы Виндекса на марше и легко разбили их.
Остатки мятежных легионов бежали и присоединились к Гальбе. Войска Вергиния Руфа провозгласили своего командира императором, но Руф продолжал выжидать. В конце концов, он пропустил армию Гальбы, направлявшуюся к Риму, объявив, что вверяет себя и свои легионы в руки Сената.
Сенат объявил Гальбу врагом народа, но, несмотря на это, его популярность продолжала расти. В конце концов на его сторону встали второй префект преторианцев Гай Нимфидий Сабин и большая часть гвардии. Нерон покинул Рим и направился в сторону Остии в надежде собрать флот и армию в лояльных ему восточных провинциях. Легионы Гальбы продолжали своё движение к Риму.
Когда вести о сложившейся ситуации достигли Нерона и его сопровождающих, последние в открытую перестали подчиняться приказам императора. Когда же до них дошёл слух о том, что Тигеллин и преторианцы согласны присягнуть Гальбе, стало ясно, что дни Нерона сочтены. В это время Нерон находился в Сервилиевых садах, где весть об угрозе настигла его, и он был вынужден вернуться во дворец в Палатине.

### Последние часы

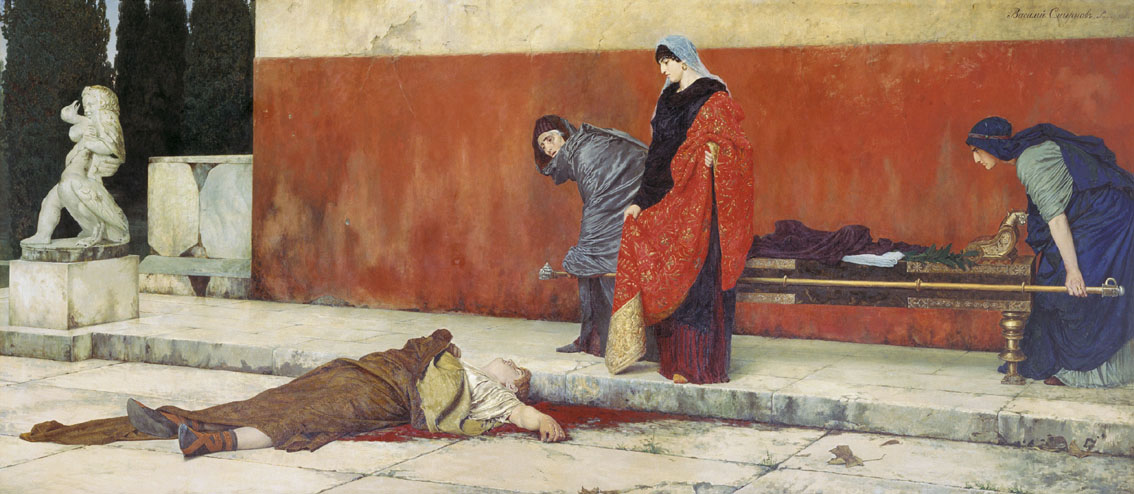
Смерть Нерона (Смирнов В. С., 1888 г.)

Нерон вернулся в Рим, во дворец на Палатине. Охраны не было. Он провёл во дворце вечер, затем лёг спать. Проснувшись около полуночи, император отправил приглашение во дворец всем, кто обычно участвовал с ним в оргиях, но никто не откликнулся. Пройдя по комнатам, он увидел, что дворец пуст — оставались только рабы, а Нерон искал солдата или гладиатора, чтобы опытный убийца заколол его мечом. Вскричав: «У меня нет ни друзей, ни врагов!», Нерон бросился к Тибру, но у него не хватило мужества покончить с собой.
Согласно Светонию, вернувшись во дворец, он нашёл там своего вольноотпущенника, который посоветовал императору отправиться на загородную виллу в 4 милях от города. В сопровождении четверых преданных слуг Нерон добрался до виллы и приказал слугам выкопать для себя могилу, повторяя раз за разом фразу: «Какой великий артист погибает!» (лат. Qualis artifex pereo). Вскоре прибыл курьер, сообщивший, что сенат объявил Нерона врагом народа и намеревается предать его публичной казни. Нерон приготовился к самоубийству, но воли для этого вновь не хватило, и он стал упрашивать одного из слуг заколоть его кинжалом.

Вскоре император услышал стук копыт. Поняв, что едут его арестовывать, Нерон собрался с силами, произнёс строфу из «Илиады» «Коней, стремительно скачущих, топот мне слух поражает» и при помощи своего секретаря Эпафродита перерезал себе горло (согласно Диону Кассию, фраза «Какой великий артист погибает!» была произнесена именно в этот момент). Всадники въехали на виллу и увидели лежащего в крови императора, он был ещё жив. Один из прибывших попытался остановить кровотечение (по Светонию — сделал вид, что пытается), но Нерон умер. Его последними словами были: «Вот она — верность».

## После смерти
Дозволение на погребение тела императора было дано Ицелом, вольноотпущенником и клиентом Гальбы. Никто не хотел заниматься похоронами бывшего императора. Узнав об этом, его бывшая возлюбленная Акта, а также кормилицы Эклога и Александрия, завернули его останки в белые одежды и предали огню. Прах его поместили в родовой усыпальнице Домициев на Садовом холме (совр. Пинций в Риме).

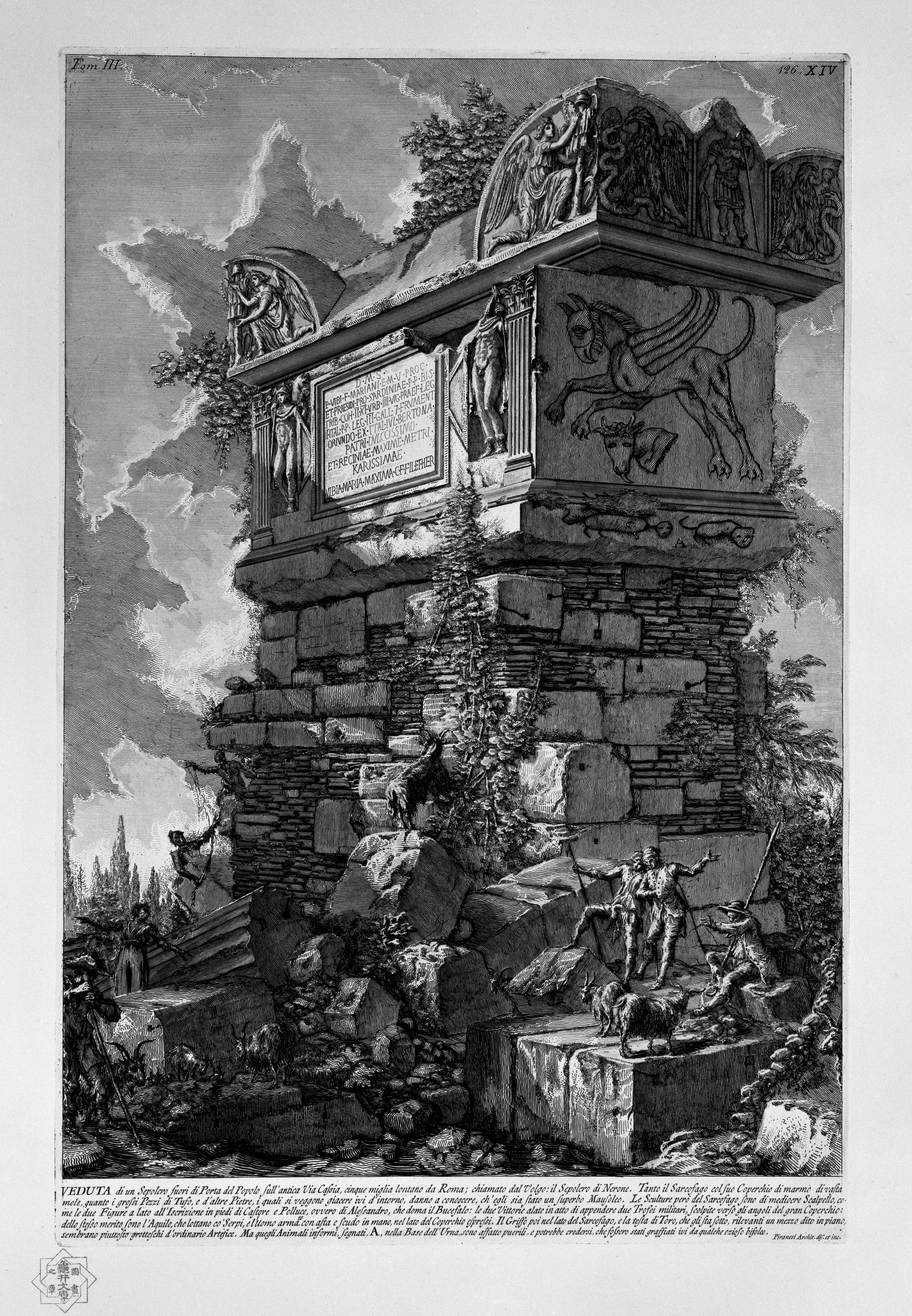
Предполагаемая могила Нерона

Согласно Светонию и Диону Кассию, римляне приветствовали смерть Нерона. Тацит утверждает, что Сенат и верхние классы общества были рады смерти императора, а нижние классы наоборот были опечалены таким оборотом событий. В восточных провинциях смерть императора оплакивали ещё долгое время, о чём Веспасиану писал в письмах Аполлоний Тианский.
Имя Нерона было стёрто с нескольких монументов, а под многими его изображениями поставили другие имена. Тем не менее нет сведений о том, что память Нерона была приговорена Сенатом к проклятью (лат. Damnatio memoriae).
С Нероном закончилась династия Юлиев-Клавдиев. Четверо претендентов на титул императора развязали гражданскую войну, продолжавшуюся весь следующий год. Все четверо примерили на себя пурпурные тоги римских императоров. Причём двое, Отон и Вителлий, в своих речах обещали римлянам продолжение того политического и экономического курса, который вёл Нерон. В самом конце июня 69 года войска командующего восточными легионами Веспасиана разбили силы Вителлия при Кремоне, после чего Веспасиан вступил в Рим, где 1 июля был провозглашён императором, основав тем самым новую династию — Флавиев.
Смерть Нерона нашла отражение во всей следующей истории Римского государства. Был создан прецедент — следующий император может не быть наследником предыдущего и вообще может не быть связан с ним родственными узами. Во время гражданской войны 69 года возникало несколько Лже-Неронов. Более того, во время правления Гальбы, видя что власть императора непрочна, Нимфидий Сабин решил попытать счастья и объявил себя сыном Калигулы. Последний из Лже-Неронов был казнён через 20 лет после смерти императора — во времена правления Домициана. Вообще же, фигура императора оставалась популярна и обсуждаема в Риме долгие годы. Аврелий Августин писал, что легенды о возвращении Нерона рассказывали почти через три столетия после его смерти, в 422 году.

## Личная жизнь
В 50 году после его усыновления Клавдием, Нерон был помолвлен с его дочерью — Клавдией Октавией. 9 июня 53 года, Нерон женился на Октавии. По словам Тацита: Нерон «испытывал к ней неодолимое отвращение» и не был верен ей.
В 55 году молодой император сделал любовницей вольноотпущенницу Клавдию Акту. Несмотря на её низкое происхождение, он собирался сделать её своей женой, и даже пытался доказать её царское происхождение по роду Атталидов.
В 58 году Нерон сблизился с Поппеей Сабиной. Когда она забеременела, он развёлся с Октавией, обвинив её в бесплодии, и через двенадцать дней женился на Поппее.
В 63 году у Нерона родилась дочь — Клавдия Августа. Император боготворил её. Но через четыре месяца после рождения девочка умерла и после смерти была обожествлена: в её честь были построены храмы, в которых жрецы отправляли культ божественной Клавдии Августы.
В 65 году Поппея вновь забеременела, но во время семейной ссоры пьяный Нерон ударил жену ногой в живот, что привело к выкидышу и её смерти. Тело Поппеи было забальзамировано и похоронено в мавзолее, она тоже была обожествлена. 
В 66 году Нерон женился на Статилии Мессалине, ставшей возлюбленной Нерона после смерти Поппеи, ещё будучи замужем за Марком Юлием Вестином Аттиком. Ради устранения препятствия к этой женитьбе император вынудил Вестина Аттика совершить самоубийство.
Источники упоминают и о других похождениях Нерона. Хотя все императоры династии (кроме Клавдия) были известны гомосексуальными связями, Нерон был первым, кто со своими любовниками праздновал свадьбы, театрализованно имитируя римский ритуал. Так, после свадьбы с евнухом Спором он одевал его как императрицу. А на свадьбе с вольноотпущенником Пифагором (Светоний называет имя Дорифора) в роли «жены» был уже Нерон. По свидетельству Светония, «собственное тело он столько раз отдавал на разврат, что едва ли хоть один его член остался неосквернённым».

## Нерон и религии

### Митраизм
Правление Нерона ознаменовалось усилением в Риме эллинизма. Император интересовался всем восточным, в том числе и религией. Так, Нерон устроил две пышные «свадьбы»: с мальчиком Спором (в качестве «мужа») и со жрецом Пифагором, как «жена». Эти и другие церемонии, по мнению историков, были обрядами посвящения в митраизм.

### Иудаизм
Иудеи считают, что Нерон был первым и единственным римским императором, принявшим иудаизм.
В 66 году вспыхнула иудейская война. Согласно Талмуду, Нерон прибыл в Иерусалим. Он попросил проходящего мальчика повторить стих, выученный в тот день. Мальчик ответил: «И совершу мщение Моё над Едомом рукою народа Моего, Израиля; и они будут действовать в Идумее по Моему гневу и Моему негодованию, и узнают мщение Моё, говорит Господь Бог» (Иез. 25:14). Император пришёл в ужас, полагая, что Бог хочет разрушить Иерусалимский храм, а вину за это свалить на самого Нерона. После этого Нерон покинул город и, чтобы избежать наказания, перешёл в иудаизм.
Талмуд добавляет, что рабби Меир Бааль Ха-Нес (Чудотворец), видный сторонник восстания Бар-Кохбы против римского владычества, был потомком Нерона.
Однако римские и греческие источники нигде не сообщают ни о посещении Нероном Иерусалима, ни о его переходе в иудаизм — религию, которую римляне считали варварской и безнравственной. Также нет документов о том, что у Нерона были потомки: его единственный ребёнок, дочь Клавдия Августа, умерла в младенчестве.

### Христианство
В христианском предании Нерон считается первым государственным организатором гонений на христиан и казней апостолов Петра и Павла.
О преследованиях христиан во время правления Нерона сообщают светские исторические источники. Тацит писал, что после пожара 64 года император устроил массовые казни в Риме.

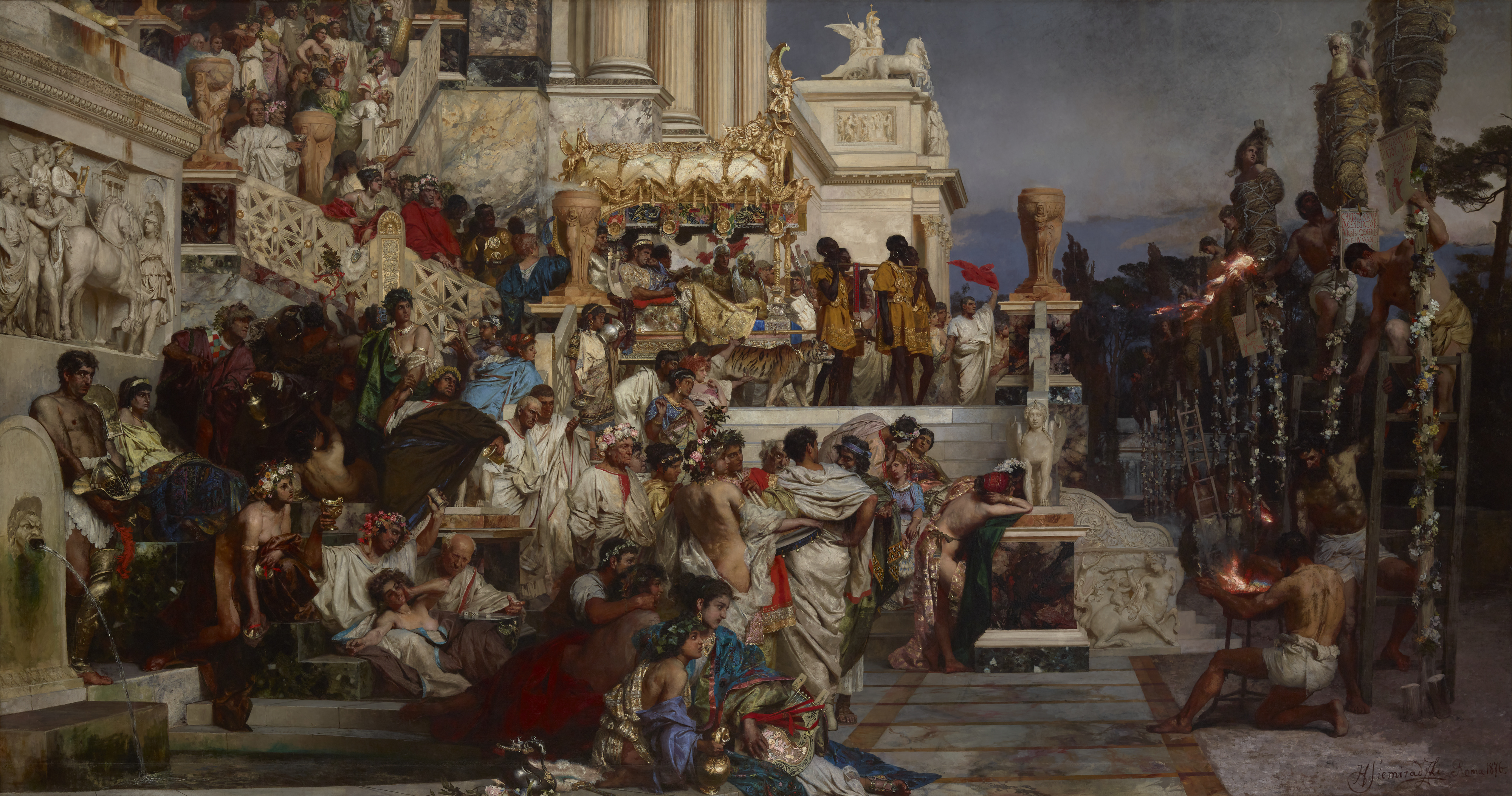
«Светочи христианства (Факелы Нерона)». Картина Генриха Семирадского, 1882

И вот Нерон, чтобы побороть слухи, приискал виноватых и предал изощреннейшим казням тех, кто своими мерзостями навлек на себя всеобщую ненависть и кого толпа называла христианами. Христа, от имени которого происходит это название, казнил при Тиберии прокуратор Понтий Пилат; подавленное на время это зловредное суеверие стало вновь прорываться наружу, и не только в Иудее, откуда пошла эта пагуба, но и в Риме, куда отовсюду стекается все наиболее гнусное и постыдное и где оно находит приверженцев. Итак, сначала были схвачены те, кто открыто признавал себя принадлежащими к этой секте, а затем по их указаниям и великое множество прочих, изобличённых не столько в злодейском поджоге, сколько в ненависти к роду людскому. Их умерщвление сопровождалось издевательствами, ибо их облачали в шкуры диких зверей, дабы они были растерзаны насмерть собаками, распинали на крестах, или обречённых на смерть в огне поджигали с наступлением темноты ради ночного освещения.
— Анналы XV.44

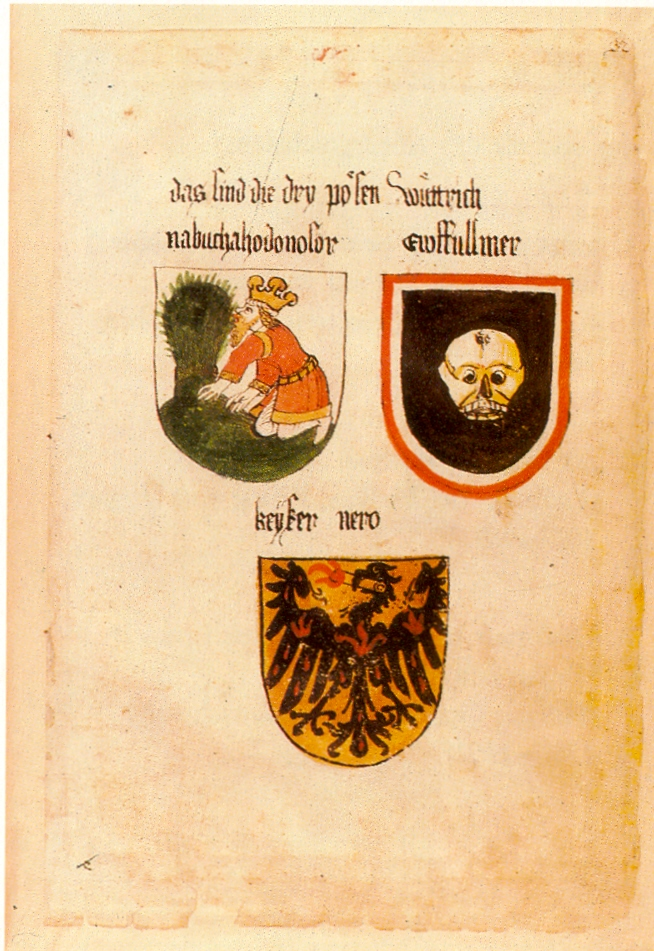
Гербы трёх библейских/христианских злодеев: Навуходоносора II, Антиоха IV и Нерона. Кодекс Ингерама, 1450 год

Другой историк, Светоний, также упоминает наказания христиан, хотя возводит это в похвалу Нерону и не связывает с пожаром.
По ранним христианским источникам, Нерон был первым гонителем христиан. Тертуллиан (ок. 155—230):

Возьмите записи о вашем прошлом: вы найдёте, что Нерон был первым, кто стал преследовать наше учение…
— Апологетик
Эту же версию продолжили и другие церковные писатели, такие как Лактанций (О смерти гонителей. II, 5-6) и Сульпиций Север (Хроника II.28.3).
С гонениями связано и предание о казнях апостолов Петра и Павла. Апокрифические «Деяния Петра» (ок. 200 г.) говорят, что Пётр был распят вниз головой в Риме во время правления Нерона, но без его ведома. Епископ Евсевий Кесарийский (ок. 275—339) писал, что Павел был обезглавлен в Риме при Нероне. В IV веке ряд писателей уже констатирует, что Нерон убил Петра и Павла.
Также некоторые ранние христиане верили, что Нерон не умер или что он воскреснет и будет Антихристом.

## Нерон в античной историографии
Фигура Нерона весьма неоднозначно оценивалась его современниками. Наиболее подробные изложения содержатся в XIII—XVI книгах «Анналов» Тацита (написаны в начале II века) и в сочинении Гая Светония Транквилла «Жизнь двенадцати Цезарей» (помимо биографии самого Нерона, он упоминается в биографиях «Калигула», «Божественный Клавдий», «Гальба», «Веспасиан»).
Жившие во времена Нерона Сенека и Лукан прекрасно отзывались о его правлении, что, впрочем, неудивительно.
Иосиф Флавий (конец I века, автор сочинений «Иудейские древности» и «Иудейская война») прямо писал о подтасовках фактов другими историками:

Многие писатели повествовали о Нероне; одни из них, которым он оказывал благодеяния, из признательности к нему извращали истину, другие из ненависти и вражды настолько налгали на него, что не заслуживают никакого извинения. Впрочем, мне не приходится удивляться тем, кто сообщил о Нероне столь лживые данные, так как эти люди не говорили истины даже относительно предшественников его, несмотря на то, что они не имели никакого повода относиться неприязненно к ним и жили гораздо позже их.
— 
Труды, упомянутые Иосифом Флавием, не сохранились, но были использованы Тацитом и Светонием, писавшими несколько позднее. Из сохранившихся источников имеется весьма негативный отзыв Светония на все время правления императора. С другой стороны, переживший описываемые события ребёнком, Тацит куда более сдержан в критике императора, когда пишет следующее:

Деяния Тиберия и Гая, а также Клавдия и Нерона, покуда они были всесильны, из страха пред ними были излагаемы лживо, а когда их не стало — под воздействием оставленной ими по себе ещё свежей ненависти.
— 
С другой стороны, большое количество античных авторов, писавших уже после смерти императора, весьма лестно отзываются о его правлении и упоминают о предвзятом к нему отношении. Так, Дион Хрисостом пишет, что римляне были счастливы во времена Нерона и желали бы, чтобы он правил вечно.
Плиний Старший, наоборот, называет Нерона «врагом человечества».
Описание правления Нерона историка III века Диона Кассия (книги 61—63 его «Римской истории») большей частью утеряно, а те фрагменты, которые сохранились, были изменены Ксифилином в XI веке.

## Нерон в культуре

### Художественная литература
- Эрнст Экштейн. «Нерон».
- Генрих Сенкевич. «Камо грядеши».
- Ярмила Лоукоткова. «Нет римского народа».
- Александр Кравчук. «Нерон».
- Артур Конан-Дойль. «Состязание» (The Contest, 1911) . Рассказ о певческом турнире в Олимпии, на котором императору противостоит простой греческий пастух.
- Лион Фейхтвангер. «Лже-Нерон», «Иудейская война».
- Александр Дюма. «Актея»
- Фредерик Фаррар. «Тьма и рассвет».
- Костейн, Томас Бертрам. «Серебряная чаша» («В сюжете органично сочетаются вымышленные персонажи и исторические лица — Нерон, маг Симон из Гитты, апостолы Иоанн, Пётр и Лука»)
- Рик Риордан «Испытания Аполлона».
- Саймон Скэрроу, цикл «Римский Орёл».
- Жан Расин, трагедия «Британик».
- Иван Наживин, роман «Иудей»
- Арриго Бойто, опера "Нерон"

### Художественные фильмы
- «Камо грядеши?» (1913) — режиссёр Энрико Гуаццони (Италия); в роли Нерона — Карло Каттанео.
- «Quo Vadis» (1924) — режиссёр Габриэллино Д’Аннунцио (Италия); в роли императора — Эмиль Яннингс.
- «Знак креста» (1932)  — режиссёр Сесил Демилль (США); в роли Нерона — Чарльз Лоутон.
- «Камо Грядеши» (1951) — режиссёр Мервин Лерой (США); в роли императора — Питер Устинов.
- «Серебряная чаша» (1954) — режиссёр Виктор Сэвилл (США); в роли Нерона — Жак Обюшон.
- "Классический Доктор Кто" 1963 - второй сезон, 12 история «Римляне». В роли императора — Дерек Фрэнсис[англ.]
- «Я, Клавдий» (1976) — телесериал режиссёра Херберта Уайза (Великобритания); в роли императора — Кристофер Биггинз.
- «Камо грядеши» (1985) — телесериал режиссёра Франко Росси (Италия); в роли Нерона — Клаус Мария Брандауэр.
- «Камо Грядеши» (2001) — режиссёр Ежик Кавалерович (США); в роли императора — Михал Байор.
- «Королева воинов» (2003) — режиссёр Билл Андерсон (Великобритания); в роли Нерона — Эндрю Ли Поттс.
- «Римская империя: Нерон» (2004) — режиссёр Пол Маркус (Италия, Великобритания); в роли императора — Ханс Мэтисон.
- Римская империя: Святой Пётр[англ.] (2005)

### Документальные фильмы
- Безумные римские императоры[сербохорв.] — двухсерийный документальный фильм, режиссёр Domagoj Buric, 2006 год. Нерону посвящена первая серия[68].
- «Древний Рим: Расцвет и падение империи» — документальная драма из шести серий, выпущенная компанией BBC и впервые показанная на канале BBC One с 21 сентября 2006 года, режиссёры Nick Murphy, Nick Green. Нерону посвящена третья серия.
- «Император Нерон. Человек из апокалипсиса» — авторский документальный фильм Эдварда Радзинского.

### Компьютерные технологии
Программа Nero для записи файлов на оптический диск путём прожига названа в честь императора Нерона, по преданию, сжёгшего Рим. В английском названии программы игра слов: Nero Burning ROM — «Nero, прожигающий (CD-)ROM» произносится так же, как Nero burning Rome — «Нерон, сжигающий Рим».